# 水盆羊肉
水盆羊肉是中国西北特有的小吃，外观类似普通的羊肉汤。其由古代的羊羹发展而来。

## 材料
陕西的水盆羊肉做法比较简单，常见的水盆羊肉是汤中放有大块羊肉、粉丝，再配上葱。水盆羊肉的配料也会根据地区的不同而发生些许变化。当地人也会在汤中加入白吉饼等作为主食。

## 与日本羊羹比较
日本的羊羹与中国的水盆羊肉都起源于古中国，但是因为历史的演变，现在日本的羊羹制作材料为红豆、番薯等素食；而中国的水盆羊肉还是以羊肉为主材料。